# 花嫁人形
『花嫁人形』（はなよめにんぎょう）は、蕗谷虹児作詞、杉山長谷夫作曲による童謡、抒情歌。

## 概要
詩は雑誌『令女界』大正13年（1924年）2月号に詩画として掲載されたもので、完成経緯については蕗谷虹児が後に朝日新聞の談話で次のように語っている。
後に、作曲家でヴァイオリニストの杉山長谷夫が曲をつけ、童謡として有名になった。

## この曲が使われた作品など
- 映画『赤線玉の井・ぬけられます』神代辰巳監督、1974年公開。
- 極上パロディウス 〜過去の栄光を求めて〜 - 1994年にコナミ（現：コナミホールディングス）から発売されたシューティングゲーム。ステージ6のBGMでこの曲が使われている。
- MN6221AC - パナソニックが製造していたメロディIC。この曲が収録されている。